# Anglia Ruskin University
Die Anglia Ruskin University, zuvor Anglia Polytechnic University, ist eine britische Universität mit Campus in Cambridge, Chelmsford, London,  und Peterborough.  Im Hinblick auf die Zahl der Studierenden liegt sie auf Platz 17 der größten Universitäten Großbritanniens.

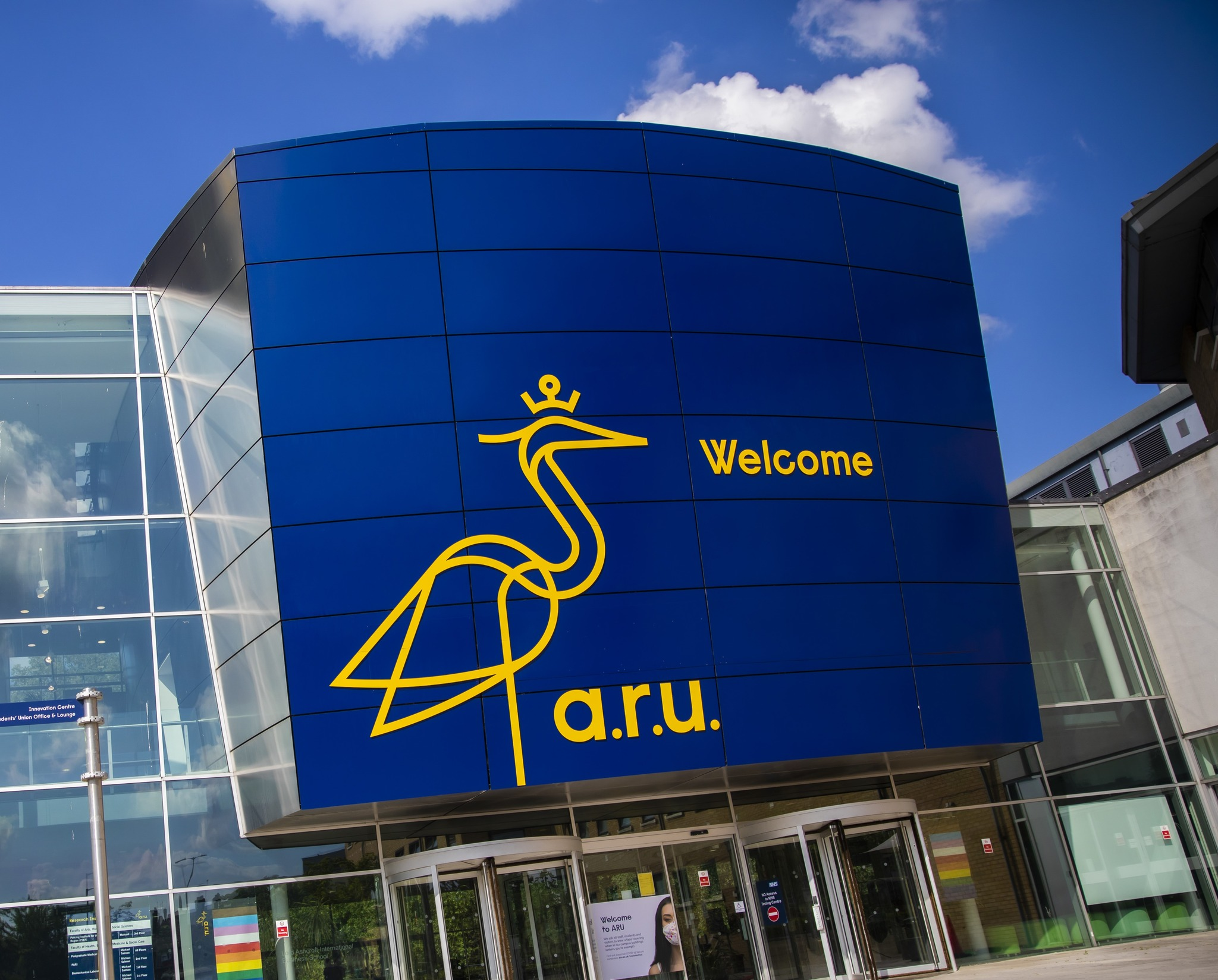
Das Lord-Ashcroft-Gebäude am Chelmsford-Campus der Anglia Ruskin University

## Geschichte
Die Anglia Ruskin University hat ihre Ursprünge in einer Kunstschule in Cambridge, die 1858 von John Ruskin gegründet wurde, und einem College, das 1904 in Chelmsford gegründet wurde. Diese zwei Schulen wurden 1989 zum Anglia Higher Education College vereinigt. 1991 wurde daraus die Anglia Polytechnic, eine Art Fachhochschule. Den Rang einer Universität bekam sie 1992 zugesprochen.
Das Wort polytechnic wurde zunächst im Namen behalten, um den Stolz auf die Vergangenheit der Universität zu zeigen. 2000 wurde der erste Versuch, den Namen nach einem ehemaligen Direktor in Anglia Prior University zu ändern, abgelehnt. Am 29. September 2005 wurde ein neuer Name aus zweihundert Vorschlägen ausgewählt und mit Befürwortung des Privy Councils erhielt die Universität ihre heutige Bezeichnung.

## Gliederung
Die Angebot der Universität ist in vier Fakultäten gegliedert
- Kunst, Geistes- und Sozialwissenschaften (Arts, Humanities and Social Sciences)
- Wirtschaft und Recht (Business and Law)
- Gesundheit, Bildung, Medizin und Sozialwesen
- Wissenschaft und Technik (Science and Engineering)

## Zahlen zu den Studierenden
Von den 32.180 Studenten des Studienjahrens 2020/2021 waren 20.010 weiblich (62,2 %) und 12.150 männlich (37,8 %). 25.630 Studierende kamen aus England, 65 aus Schottland, 80 aus Wales, 50 aus Nordirland, 2.410 aus der EU und 3.940 aus dem Nicht-EU-Ausland. 24.310 der Studierenden (75,5 %) strebten ihren ersten Studienabschluss an, sie waren also undergraduates. 7.870 (24,5 %) arbeiteten auf einen weiteren Abschluss hin, sie waren postgraduates. Davon waren 685 in der Forschung tätig.
2019/2020 waren an den Universitätsstandorten selbst 26.715 Studierende eingeschrieben (2014/2015: 19.830, 2017/2018: 23.500, 2018/2019: 24.490). 2019/2020 waren es 16.700 Studentinnen (62,5 %) und 9.995 Studenten (37,4 %). 21.815 Studierende kamen aus England, 75 aus Schottland, 80 aus Wales, 60 aus Nordirland, 1.995 aus der EU und 2.680 aus dem Nicht-EU-Ausland. 21.280 der Studierenden (79,7 %) waren undergraduates, 5.435 (20,3 %) postgraduates, davon 625 in der Forschung.
2015 waren etwa 22.900 Studierende der Universität vor Ort, dazu über 16.500, die von auswärts studierten, so dass damals insgesamt über 39.400 Studierende Abschlüsse der Universität anstrebten.

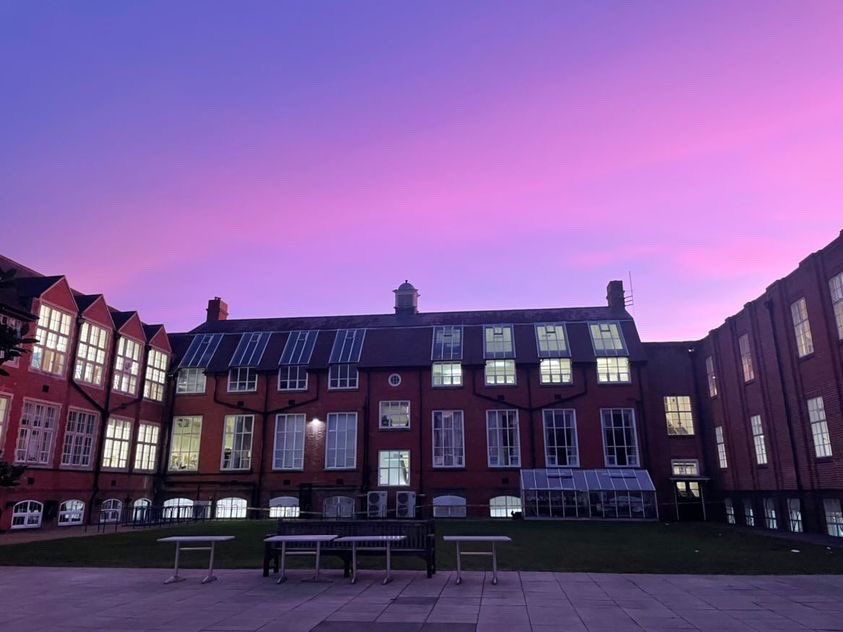
Ein Gebäude der Universität bei Nacht

## Bekannte Angehörige der Universität
- Der Schriftsteller und Hochschullehrer[9] Chris Beckett (* 1955) erhielt 2005 einen MA in Englisch und seine Promotion 2010 an der Universität.
- Der Geschäftsmann Michael Ashcroft, Baron Ashcroft (* 1946) studierte am Mid-Essex Technical College, das in die Anglia Ruskin Universität eingegliedert wurde. Er war von 2001 bis zum Januar 2021 Kanzler der Universität.[2]
- Der Chirurg Bernard Ribeiro, Baron Ribeiro (* 1944) erhielt 2008 eine Ehrendoktorwürde der Universität und wurde im 2021 zum Kanzler der Universität ernannt.[2]
- Der Autor Philip Reeve (* 1966) studierte am Cambridgeshire College of Arts and Technology, einem der Vorläufer der Universität
- Die Politikerin Patricia Scotland, Baroness Scotland of Asthal (* 1955), studierte am  Mid Essex Technical College, einem der Vorläufer der Universität
- Ronald Searle (1920–2011), Zeichner und Karikaturist